# 흥창배 세계여자바둑선수권
흥창배 세계여자바둑선수권(興倉杯 世界女子바둑選手權)은 한국경제신문과 바둑TV가 공동 주최하고 위성 정보통신기기 업체인 흥창이 후원했던 세계바둑대회였다. 우승자에게는 3천만원, 준우승자에게는 700만원의 상금이 주어졌으며, 제한 시간은 3시간이었다. 2회 대회를 끝으로 폐지됐다.

## 역대 우승자
| 회수 | 연도 | 우승             | 전적 | 준우승     |
| ---- | ---- | ---------------- | ---- | ---------- |
| 1    | 1999 | 루이나이웨이 9단 | 2-1  | 조혜연 2단 |
| 2    | 2000 | 루이나이웨이 9단 | 2-1  | 박지은 3단 |